# Hrabstwo Harney
Hrabstwo Harney (ang. Harney County) – hrabstwo w stanie Oregon w Stanach Zjednoczonych. Obszar całkowity hrabstwa obejmuje powierzchnię 10 226,49 mil² (26 486,48 km²). Według szacunków United States Census Bureau w roku 2009 miało 6756 mieszkańców.
Hrabstwo powstało w 1889 roku. 

## Miasta[4]
- Burns
- Hines
- Crane (CDP)